# Lokasenna

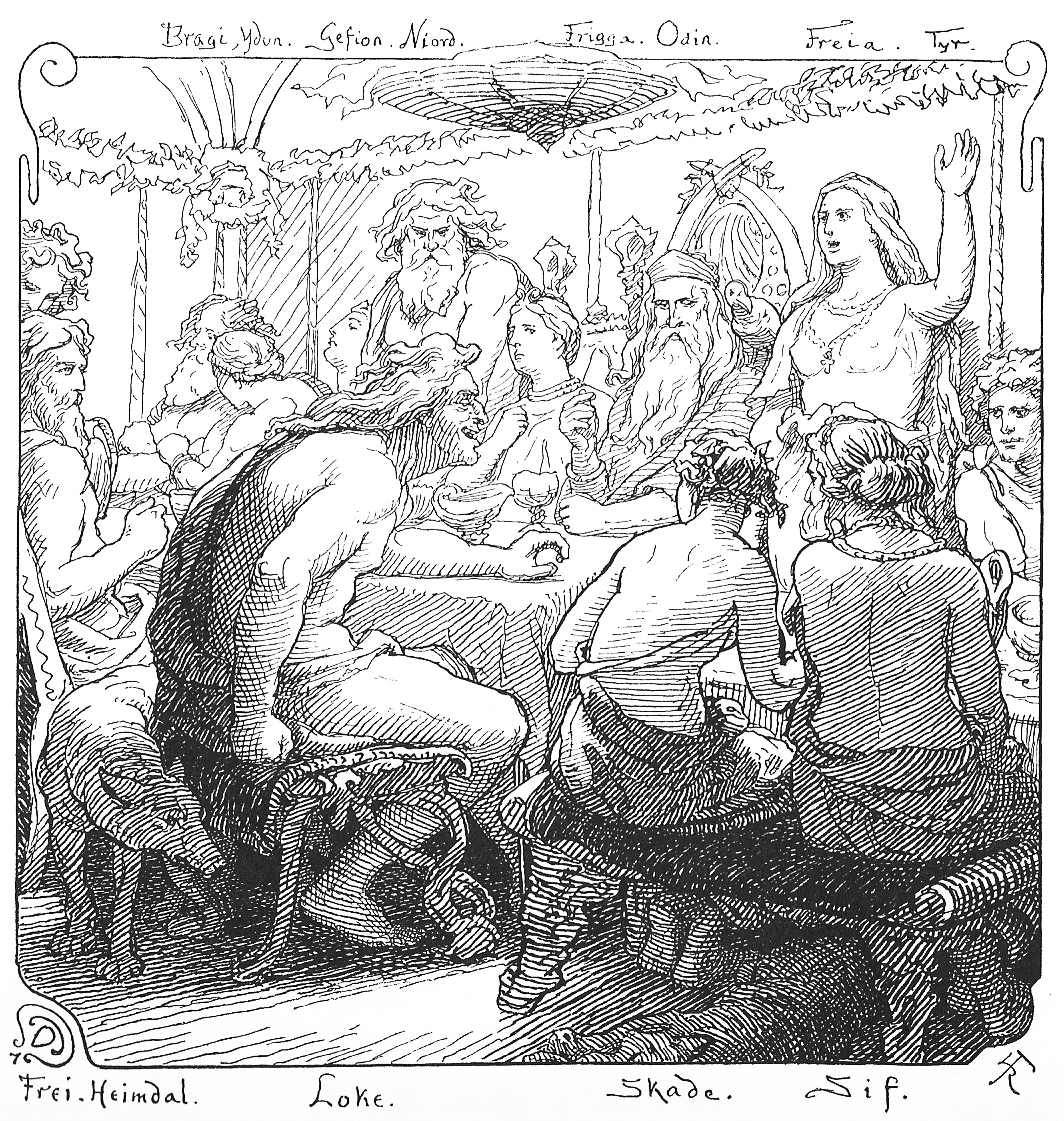
Lokis Streit mit den Göttern in einer Darstellung von Lorenz Frølich (1895)

Lokasenna („Lokis Zankreden“) oder Oegisdrecka („Oegirs Trinkgelage“) ist eine Edda-Erzählung, die den Auslöser für die endgültige Feindschaft zwischen den Asen und Loki beschreibt. Die Götter und Göttinnen saßen bei einem Festmahl bei dem Meerriesen Ägir. Seine Halle ist eine Friedenshalle, hier darf sich niemand an einem anderen vergreifen. Bei seinen Zankreden übertrat Loki dieses Gebot und trat ein mit dem Ziel, Unfrieden zu verbreiten:

„Ein will ich treten in Ögis Hallen,

Selber dieß Gelag zu sehn.

Schimpf und Schande schaff ich den Asen

Und mische Gift in ihren Meth.“

In einer Rede verspottet Loki die Götter. Die Götter versuchen Loki zu beruhigen, doch erst als Thor droht, Loki mit seinem Hammer zu erschlagen, ergreift Loki die Flucht.
- Bragi wird als „Bankzierde“ bezeichnet; ihm wird vorgeworfen, dass er nur tapfer sei, wenn er sitzt, sonst aber feige und schwach sei.
- Idun wird als promiskuitiv beschimpft.
- Gefjons Liebe sei käuflich. Wer sie beschenke, der werde von ihr geliebt.
- Loki sieht in Odin den Schuldigen, dass er das Kriegsgeschick den Falschen gab, den Feigen.
- Frigg wird vorgeworfen, dass sie mit Vili und Vé gleichzeitig verkehrt habe.
- Freya wird beschuldigt, mit allen Anwesenden gebuhlt zu haben, sogar mit ihrem Bruder.
- Njörd sei nicht mehr als eine Geisel des Wanenkrieges.
- Tyr sei minderwertig, weil er nur eine Hand hat.
- Freyr wird als Tor dargestellt. Wegen seiner Liebe habe er sein Schwert verschenkt.
- Heimdall wird als elender Wächter Asgards dargestellt. Fast rund um die Uhr muss er dastehen und wachen.
- Skadi wird an den Tod ihres Vaters erinnert.
- Sif wird Untreue gegen Thor vorgeworfen.
- Thor greife zu schnell zu seinem Hammer. Des Weiteren erntet Thor Spott, denn sein Herr, der Schlachtengott (Tyr/Odin), wird von einem Wolf besiegt werden.